# Kleopatra av Makedonien
Kleopatra av Makedonien, född 357 f.Kr, död 308 f.Kr., var en makedonsk prinsessa och en drottning och regent av Epirus, gift med kung Alexander I av Epirus. Hon var dotter till kung Filip II av Makedonien och Olympias av Epirus och Alexander den stores enda helsyskon. Hon var Epiros regent 331–324 som förmyndare för sin son.

## Biografi
Kleopatra stannade kvar i Pella 338 f.Kr. då hennes mor och bror begav sig till hennes morbror, kung Alexander I av Epirus, och övergav fadern Filip II av Makedonien. År 336 f.Kr. gifte fadern bort henne med hennes morbror Alexander av Epirus i en vänskapsallians, och det var på deras bröllop Filip II mördades. Då Alexander I 334 f.Kr. lämnade Epirus för att bedriva krig i Italien var Kleopatra regent i Epirus. Vid makens död 331 f.Kr. blev Kleopatra i enlighet med epirotisk sed förmyndare för sin omyndige son, Neoptolemus II av Epirus. Hon intog också det religiösa ämbetet theorodokoi, något hon var ensam om som kvinna i det samtida Grekland. Kleopatra tycks ha haft en tät kontakt med sin bror Alexander även under hans fälttåg.
År 324 f.Kr. lämnade Kleopatra över sina befogenheter till sin mor Olympias och återvände till Makedonien. Vid Alexanders död året därpå blev hon en attraktiv äktenskapspartner för de olika diadoker som stred om makten över Alexanders rike. Hon tackade nej till alla erbjudanden om äktenskap och sökte 322 f.Kr. tillflykt i Sardis i Mindre Asien, där hon kvarhölls under respektfull bevakning av Antigonus. Antipater anklagade henne för att i samarbete med Perdikkas ha legat bakom mordet på sin halvsyster Kynane, men hon förnekade anklagelsen. År 308 f.Kr. accepterade hon ett erbjudande om äktenskap från Ptolemaios, men hindrades från att ge sig av till Egypten och fördes tillbaka och mördades, troligen på order av Antigonus, som sedan gav henne en praktfull begravning.   